# Vendenesse-lès-Charolles
Vendenesse-lès-Charolles település Franciaországban, Saône-et-Loire megyében. Lakosainak száma 738 fő (2022. január 1.). Vendenesse-lès-Charolles Beaubery, Charolles, Ozolles, Saint-Bonnet-de-Joux, Vaudebarrier és Viry községekkel határos.

## Népesség
A település népessége az elmúlt években az alábbi módon változott:
| Lakosok száma | 758  | 744  | 763  | 743  | 742  | 746  | 745  | 747  | 738  |
|               | 2013 | 2015 | 2016 | 2017 | 2018 | 2019 | 2020 | 2021 | 2022 |